# فرانك هال
فرانك هال هو متسابق يخت كندي، ولد في 15 ديسمبر 1944.

## وصلات خارجية
- فرانك هال على موقع أوليمبيديا (الإنجليزية)